# Baleia-franca-pigmeia
A Baleia-franca-pigmeia (Caperea marginata) é um mamífero cetáceo, o único pertencente à família dos neobalenídeos (Neobalaenidae). Foi descrita e assinalada a um novo género em 1846 por John Edward Gray, quem trabalhou na secção de Zoología do Museu Britânico. Esta espécie compartilha características taxonómicas das famílias dos balenídeos (Balaenidae) e balenopterídeos (Balaenopteridae): falta de pliegues gulares e apresenta um rosto arqueado como as baleias-francas, mas também tem barbatana dorsal e um corpo alargado como os rorquais (designação comum dada aos cetáceos balenopterídeos), resultando num intermédio.

## Taxonomia
Durante a viagem de James Clark Ross, de 1839 a 1843, os naturalistas encontraram ossos e placas de farra que se assemelhavam a uma versão menor da baleia-franca. Em sua Zoologia da Viagem do HMS Erebus e Terror (1846), John Edward Gray descreveu a nova espécie, denominando-a Balaena marginata. Em 1864, Gray estabeleceu um novo gênero (Caperea) depois de receber um crânio e alguns ossos de outro espécime. Seis anos depois, em 1870, ele acrescentou o nome Neobalaena. Ele logo percebeu que as três espécies eram a mesma: Caperea marginata.